# Логаритам
У математици логаритам је функција која одређује експонент у једначини  = x. Логаритам је инверзна функција у односу на експоненцијалну. Обично се пише као  x = n. Пример:
{\displaystyle \!\,3^{4}=81\Leftrightarrow \log _{3}81=4}
Логаритам је једна од три врло сродне функције. Уколико имамо b = x, b може да се одреди кореновањем, n логаритмовањем, а x експоненцијалном функцијом.
Негативни логаритам се пише као  = − x; пример његове употребе је у хемији где представља концентрацију водоника (pH вредност).
Антилогаритам се користи да означи функцију инверзну логаритму (експоненцијална функција, односно степеновање). Пише се као antilog(n) и значи исто што и b.
Двоструки логаритам је инверзна функција двоструке експоненцијалне функције. Супер логаритам или хипер логаритам је инверзна функција супер експоненцијалне функције. Супер логаритам за x расте спорије и од двоструког логаритма за велико x.
Дискретни логаритам се помиње у теорији коначних група. Верује се да је за неке коначне групе дискретни логаритам веома тешко израчунати, док је дискретне експоненцијале веома лако израчунати. Ова асиметрија има примене у криптографији.
Логаритам за базу 10 (где је b = 10) зове се општи алгоритам и има неколико примена у науци и инжењерству. Природни логаритам има број e (≈ 2.718) као базу; његова примена је раширена у математици и физици, због свог једноставнијег извода. Бинарни логаритам користи базу 2 (где је b = 2) и често се користи у рачунарству.
Логаритме је увео Џон Непер почетком 17. века ради поједностављења прорачуна. Они се увелико користе од стране навигатора, научника, инжењера и осталих како би се рачунарски прорачуни извршавали много лакше, користећи логаритмар и логаритамске таблице. Заморно вишецифрено множење могу заменити таблице с једноставним сабирањем због чињенице — веома важне — да је логаритамски производ заправо збир логаритама фактора:
{\displaystyle \log _{b}(xy)=\log _{b}(x)+\log _{b}(y),\,}
где су b, x и y сви позитивни и b ≠ 1.
Данашњи појам логаритма долази од Леонарда Ојлера, који је направио везу између логаритама и експоненцијалне функције у 18. веку.
Логаритамска скала смањује широк спектар величина на мање простора. На примјер, децибел је мерна јединица јачине сигнала снаге лог-односа и амплитуде лог-односа (од којих је звучни притисак чест пример). У хемији, pH је логаритамска мера за киселост воденог раствора. Логаритми су уобичајени у научним формулама, те у мерама комплексности алгоритама и геометријских објеката званих фрактали. Они описују музичке интервале, појављују се у формулама бројећи просте бројеве, информишу неке моделе у психофизици, те могу помоћи у форензичком рачуноводству.
На исти начин како логаритам служи експоненцији, комплексни логаритам је инверзна функција експоненцијалне функције примењене на комплексне бројеве. Дискретни логаритам је наредна варијанта; користи се у асиметричној криптографији.

## Мотивација и дефиниција
Идеја логаритама је да обрну операцију експоненцијације, то јесте, степеновање броја одређеним степеном. На пример, трећи степен (или коцка) од 2 јесте 8, јер је 8 производ три фактора 2:
{\displaystyle 2^{3}=2\times 2\times 2=8.\,}
То значи даје логаритам од 8 са базом 2 управо 3, тако да је log2 8 = 3.

### Експоненција
Трећи степен неког броја b јесте производ три фактора од b. Уопштеније, степеновањем b на -ти степен, где је n природни број, ради се множењем n фактора од . -ти степен од b се пише као , тако да је
{\displaystyle b^{n}=\underbrace {b\times b\times \cdots \times b} _{n{\text{ factors}}}.}
Експоненција се може проширити на , где је b позитивни број и експонент y је било који реални број. На пример, −1 је реципрочан од b, то јесте, 1/.

### Дефиниција
Логаритам позитивног реалног броја x са базом b, позитивни реалан број неједнак са 1, јесте експонент којим b мора бити степенован да се добије x. Другим речима, логаритам од x за базу b је решење y за једначину
{\displaystyle b^{y}=x.\,}
Логаритам је описан  (чита се „логаритам од x за базу b“. У једначини , вредност y је одговор на питање „На који степен мора бити b дигнут, да би се добио x?“. Ово питање може такође бити упућено (са богатијим одговором) за комплексне бројеве, што је показано у секцији „Комплексни логаритам“.

### Примери
На пример, 2(16) = 4, пошто је 24 = 2 ×2 × 2 × 2 = 16. Логаритми такође могу бити негативни:
{\displaystyle \log _{2}\!\left({\frac {1}{2}}\right)=-1,\,}
pošto je
{\displaystyle 2^{-1}={\frac {1}{2^{1}}}={\frac {1}{2}}.}
Трећи пример: 10(150) је приближно 2.176, што лежи између 2 и 3, као што 150 лежи између 102 = 100 i 103 = 1000. Коначно, за било коју базу b,  = 1 и {{nowrap|}}, пошто важи  и 0 = 1, редом.

## Логаритамска и експоненцијална функција: инверзне функције
За сваку основу (b у b), постоји једна логаритамска и једна експоненцијална функција; оне су инверзне функције. За b = x:
- Експоненцијална функција одређује x за дато n. Да би се нашло x, треба b помножити самим собом n пута.
- Логаритамска функција одређује n за дато x. n је онај број пута колико треба поделити x са b да би се достигло 1.

## Употреба логаритамске функције
Функција (x) је дефинисана када је x позитивни реални број и b позитивни реални број различит од 1. Погледати логаритамске једначине за неколико правила у вези логаритамске функције. Логаритамска функција може бити дефинисана и за комплексне аргументе. Ово је објашњено на страни природног логаритма.
За целе бројеве b i x, број log(x) је ирационалан (тј. не може се изразити као разломак два цела броја) ако b или x има прост фактор који други нема (тј. ако им је највећи заједнички делилац 1, а и b и x су већи од 1). У неким случајевима, ову чињеницу је веома лако доказати. На пример: ако је 23 рационалан број, тада бисмо имали log23 = n/m за нека два позитивна цела броја n и m, из чега би важило 2 = 3. Међутим, последња једначина је немогућа јер је 2 паран број, а 3 непаран број.

### Неспецифицирана основа
- Математичари генерално разумеју или "ln(x)" или "log(x)" да значи loge(x), тј. природни логаритам, а пишу "log10(x)" само ако је у питању декадни логаритам.
- Инжењери, биолози и још неки пишу само "ln(x)" или (ређе) "loge(x)" када се мисли на природни логаритам броја x, а користе "log(x)" да означе 10(x) или, у рачунарству, бинарни логаритам 2(x).
- Понекад се Log(x) (са великим словом L) користи да означи 10(x) од стране људи који користе log(x) (са малим словом l) да означе e(x).
- У већини програмских језика укључујући и C програмски језик, C++, Pascal, Fortran и BASIC програмски језик, "log" или "LOG" означава природни логаритам.

### Промена основе
Иако постоји неколико корисних једначина, најважнија за употребу калкулатора је наћи логаритам са основом различитом у односу на ону уграђену у сам калкулатор (обично су уграђене loge и 10). Да бисмо нашли логаритам са основом b користећи неку другу основу k:
{\displaystyle \log _{b}(x)={\frac {\log _{k}(x)}{\log _{k}(b)}}}
| {\displaystyle b^{\log _{b}(x)}=x\!\,}                                | по дефиницији                    |
| {\displaystyle \log _{k}\left(b^{\log _{b}(x)}\right)=\log _{k}(x)}   | логаритмујемо обе стране         |
| {\displaystyle \log _{b}(x)\,\log _{k}(b)=\log _{k}(x)}               | упростимо леву страну једнакости |
| {\displaystyle \log _{b}(x)={\frac {\log _{k}(x)}{\log _{k}(b)}}\,\!} | поделимо са log()                   |

Све ово указује да су све логаритамске функције (без обзира на основу) сличне једна другој.

## Употребе логаритамске функције
Логаритми су корисни у решавању једначина где је непознат експонент. Логаритми имају прост извод, тако да се често користе као решења интеграла. Даље, велики број јединица у науци се изражава преко логаритама других јединица; погледати логаритамску скалу за објашњење и листу јединица.

### Лакше рачунице
Логаритми пребацују фокус са обичних бројева на експоненте. Докле год се иста основа користи, овиме су неке операције олакшане:
| Операције са бројевима              | Операције са експонентима | Логаритамски идентитет                              |
| ----------------------------------- | ------------------------- | --------------------------------------------------- |
| {\displaystyle \!\,ab}              | {\displaystyle \!\,A+B}   | {\displaystyle \!\,\log(ab)=\log(a)+\log(b)}        |
| {\displaystyle \!\,a/b}             | {\displaystyle \!\,A-B}   | {\displaystyle \!\,\log(a/b)=\log(a)-\log(b)}       |
| {\displaystyle \!\,a^{b}}           | {\displaystyle \!\,Ab}    | {\displaystyle \!\,\log(a^{b})=b\log(a)}            |
| {\displaystyle \!\,{\sqrt[{b}]{a}}} | {\displaystyle \!\,A/b}   | {\displaystyle \!\,\log({\sqrt[{b}]{a}})=\log(a)/b} |

Пре употребе електронских калкулатора, ово је чинило тешке операције са два броја лакшим. Једноставно би нашли логаритам оба броја (за множење и дељење) или само првог броја (за кореновање или где је један број већ експонент) у логаритамској таблици и извршили простију операцију над њима.

### Математичка анализа
За израчунавање извода логаритамске функције, користи се следећа формула
{\displaystyle {\frac {d}{dx}}\log _{b}(x)={\frac {1}{x\ln(b)}}={\frac {\log _{b}(e)}{x}}}
где је ln природни логаритам, тј. са основом e. Пуштајући да b = :
{\displaystyle {\frac {d}{dx}}\ln(x)={\frac {1}{x}},\qquad \int {\frac {1}{x}}\,dx=\ln(x)+C}
Може се видети да следећа формула даје интеграл логаритамске функције
{\displaystyle \int \log _{b}(x)\,dx=x\log _{b}(x)-{\frac {x}{\ln(b)}}+C=x\log _{b}\left({\frac {x}{e}}\right)+C}

## Одређене базе
Међу свим изборима за базу, три су посебно честа. То су b = 10, b =  (ирационална математичка константа ≈ 2,71828), и b = 2. У математичкој анализи, логаритам за базу e је раширен због својих одређених аналитичких својстава објашњених испод. У другу руку, алгоритми с базом 10 су једноставни за коришћење за ручне прорачуне у децималном бројном систему:
{\displaystyle \log _{10}(10x)=\log _{10}(10)+\log _{10}(x)=1+\log _{10}(x).\ }
Тако, log10(x) је везан за број децималних бројева позитивног целог броја x: број бројки је најмањи цели број стриктно већи од 10(x). На пример, 10(1430) је приближно 3,15. Следећи цели број је 4, што је број цифара од 1430. И природни логаритам и логаритам за базу 2 се користе у информационој теорији, што одговара употреби нату или битовима као основним јединицама информације. Бинарни логаритми су такође кориштени у рачунарству, где је бинарни бројни систем свеприсутан, у музичкој теорији, где је однос висине тона два (октава) свеприсутан и цент је бинарни логаритам (умањен за 1200) од односа између два суседна једнако смирена тона, те у фотографији за мерење вредности излагања.
Следећа табела показује честе нотације за логаритме за ове базе и поља где се користе. Доста дисциплина пише log(x) уместо , када се изабрана база може одредити из контекста. Нотација  такође се појављује. Колона "ISO нотација" показује препоруке од ISO организације, (ISO 31-11).
| 2 | бинарни логаритам  | \| , \| рачунарство, информациона теорија, музичка теорија, фотографија | |    |                 |  |                                         | |
| e | природни логаритам | [ 14 ]                                                                  | (у математици и више програмских језика)\| математика, физика, хемија, статистика, економија, информациона теорија, и нека поља инжењерства\|- | 10 | општи логаритам |  | (у инжењерству, биологији, астрономији) | различита инжењерска поља (погледати децибел и остало испод), логаритамске таблице, ручни дигитрон, спектроскопија |

## Историја
Историја логаритама у Европи у 17. веку јесте откриће нове функције која је проширила стварност анализе иза опсега алгебарске методе. Методу логаритама је објавио Џон Непер 1614. године, у књизи с насловом Mirifici Logarithmorum Canonis Descriptio (Опис чудесног правила логаритама). Пре Наперовог изума, постојале су сличне технике сличног опсега, као што су простафереза или кориштење таблица прогресије, које је екстензивно развио Јост Бирги око 1600. године.
Општи логаритам броја је индекс оног степена од десет који је једнак том броју. Говорећи о броју који захтева много цифара јесте груби наговјештај општег логаритма, који је спомињао Архимед као „ред броја“. Први реални логаритми биле су хеуристичке методе које су претварале множење у сабирање, чиме се олакшава брзо рачунање. Неке од тих метода користиле су таблице изведене из тригонометријских идентитета. Таква метода се назива простафереза.
Изум функције сада познате као природни логаритам почео је као покушај да се обави квадратура правоугаоне хиперболе од Грегуар де Сен-Венсана, белгијског Језуита који је боравио у Прагу. Архимед је написао квадратуру хиперболе у 3. веку п. н. е., али квадратура за хиперболу измицала је свим напорима док Сен-Венсана није објавио своје резултате 1647. године. Веза коју пружа логаритам између геометријске прогресије у свом аргументу и аритметичке прогресије вредности, подстакла је А. А. де Сараса да направи везу између Сен-Венсанове квадратуре и традиције логаритама у простаферези, што је довело до појма „хиперболни логаритам“, синоним за природни логаритам. Ускоро је нова функција прихваћена од стране научника: Хајгенса, Патавија, и Џејмса Грегорија. Нотацију Log y је увео Лајбниц 1675. године, а следеће године он ју је повезао са интегралом {\displaystyle \int {\frac {dy}{y}}.}

## Логаритамске таблице, логаритамска скала и историјске примене
Поједностављењем тешких прорачуна, логаритми су допринијели развоју науке, нарочито астрономије. Били су значајни за напредак у анкетирање, небеској навигацији и другим доменима. Пјер Симон Лаплас називао је логаритме:
"...дивљења вредно лукавство које, редуковањем на неколико дана рад од неколико месеци, умножава живот астронома, те га поштеђује грешака и гађења које узрокује дуги прорачун."
Кључни алат који је допустио практичну употребу логаритама пре дигитрона и рачунара биле су логаритамске таблице. Прву такву таблицу компајлирао је Хенри Бригс 1617. године, одмах након Неперовог изума. Накнадно, направљене су таблице са повећаним опсегом. Ове таблице су листале вредности од  и  за сваки број x у одређеном опсегу, са одређеном прецизношћу, за одређену базу b (често b = 10). На пример, Бригсова прва табела садржавала је опште логаритме свих целих бројева у низу 1–1000, са прецизношћу од 14 цифара. Како је функција f(x) = bx инверзна функција од , била је названа антилогаритам. Производ и коефицијент од два позитивна броја c и d били су рутински рачунати као сума и разлика њихових логаритама. Производ cd или коефицијент c/d долазио је од узимања антилогаритма збира или разлике, такође преко исте табеле:
{\displaystyle cd=b^{\log _{b}(c)}\,b^{\log _{b}(d)}=b^{\log _{b}(c)+\log _{b}(d)}\,}
и
{\displaystyle {\frac {c}{d}}=cd^{-1}=b^{\log _{b}(c)-\log _{b}(d)}.\,}
Наставио је 1624. у делу Arithmetica Logarithmica са таблицом која је садржала логаритме свих целих бројева од 1 до 20.000 и од 90.000 до 100.000 са тачношћу од четрнаест децималних места, као и увод у коме су теорија и употреба логаритама у потпуности развијени. Интервал од 20.000 до 90.000 је попунио Адријан Влаку, холандски рачунар, али у његовој таблици, која се појавила 1628, логаритми су дати на само десет децимала.
Калет је 1795. дао логаритме од 100.000 до 108.000 са тачношћу до осме децимале. Једина битна екстензија Влакуове таблице је дао Санг 1871. чија је таблица имала логаритме свих бројева до 200.000 на седам децимала.
Бригс и Влаку су такође објавили оригиналне таблице логаритама тригонометријских функција.
Поред поменутих таблица, велика колекција под именом Tables du Cadastre је конструисана под вођством Пронија, са оригиналним рачуницама, под патронатом француске републичке власти око 1700. године. Овај рад, који је садржао логаритме свих бројева до 100.000 на деветнаест децимала и бројева од 100.000 до 200.000 на двадесет четири децимале постоји само у рукопису у париској опсерваторији.
Данашњим студентима који имају могућност коришћења рачунара и електронских калкулатора, рад који је уложен у ове таблице је само мали индикатор велике важности логаритама.

## Алгоритам
Да би се израчунао log(x) уколико су b и x рационални бројеви и x ≥  > 1:
Нека је n0 највећи цео број такав да је b0 ≤ x или,
{\displaystyle n_{0}=\lfloor \log _{b}(x)\rfloor }
онда
{\displaystyle \log _{b}(x)=n_{0}+{\frac {1}{\log _{x/b^{n_{0}}}(b)}}}
Овај алгоритам рекурзивно примењен даје верижни разломак
{\displaystyle \log _{b}(x)=n_{0}+{\frac {1}{n_{1}+{\frac {1}{n_{2}+{\frac {1}{n_{3}+\cdots }}}}}}.}
Дати логаритам је за углавном ирационалан за већину улазних променљивих.

## Аналитичка својства
Дубље студије логаритама захтевају концепт функције. Функција је правило које, када му се да број, производи неки други број. Пример је функција која производи x-ти степен од b за било који реалан број x, где је база b фиксни број. Ова се функција пише као
{\displaystyle f(x)=b^{x}.\,}

### Логаритамска функција
Да би се оправдала дефиниција логаритама, потребно је показати да једначина
{\displaystyle b^{x}=y\,}
има решење x и да је решење јединствено, под условом да је y позитиван и да је b позитиван и различит од 1. Доказ овог случаја захтева теорему о средњој вредности из елементарног калкулуса. Ова теорема држи да непрекидна функција која производи две вредности m и n такође производи било коју вредност која лежи између m и n. Функција је непрекидна ако не „скаче“, тј. ако се њен график може нацртати без подизања оловке.
Ово својство може бити показано да важи за функцију . Пошто f узима произвољно велике и произвољно мале позитивне вредности, било који број y > 0 лежи између  и  за одговарајући x0 анд x1. Стога, теорема о средњој вредности осигурава да једначина f(x) = y има решење. Штавише, постоји само једно решене за ову једначину, јер је функција f строго растућа (за  > 1), или строго опадајућа (за 0 <  < 1).
Јединствено решење x је логаритам од y за базу b, . Функција која додељује y свој логаритам зове се логаритамска функција или логаритмична функција (или само логаритам).
Функција  је у суштини окарактерисана формулом производа изнад
{\displaystyle \log _{b}(xy)=\log _{b}(x)+\log _{b}(y).}
Прецизније, логаритам за сваку базу  > 1 је само растућа функција f од позитивних реалних бројева до реалних бројева који задовољавају  и
{\displaystyle f(xy)=f(x)+f(y).}